# Operacionalización

Un ejemplo de definición operacional del "espacio personal".

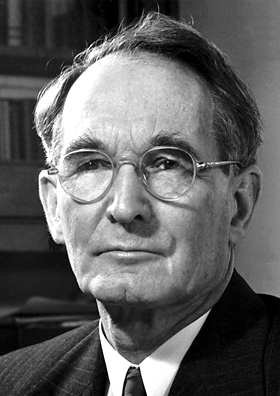
Percy Williams Bridgman

En el diseño de investigación, especialmente en psicología, ciencias sociales, ciencias de la vida y física, la operacionalización es un proceso de definición de la medición de un fenómeno que no se puede medir directamente, aunque su existencia se infiere de otros fenómenos. La operacionalización define así un concepto difuso para que sea claramente distinguible, medible y comprensible por observación empírica.

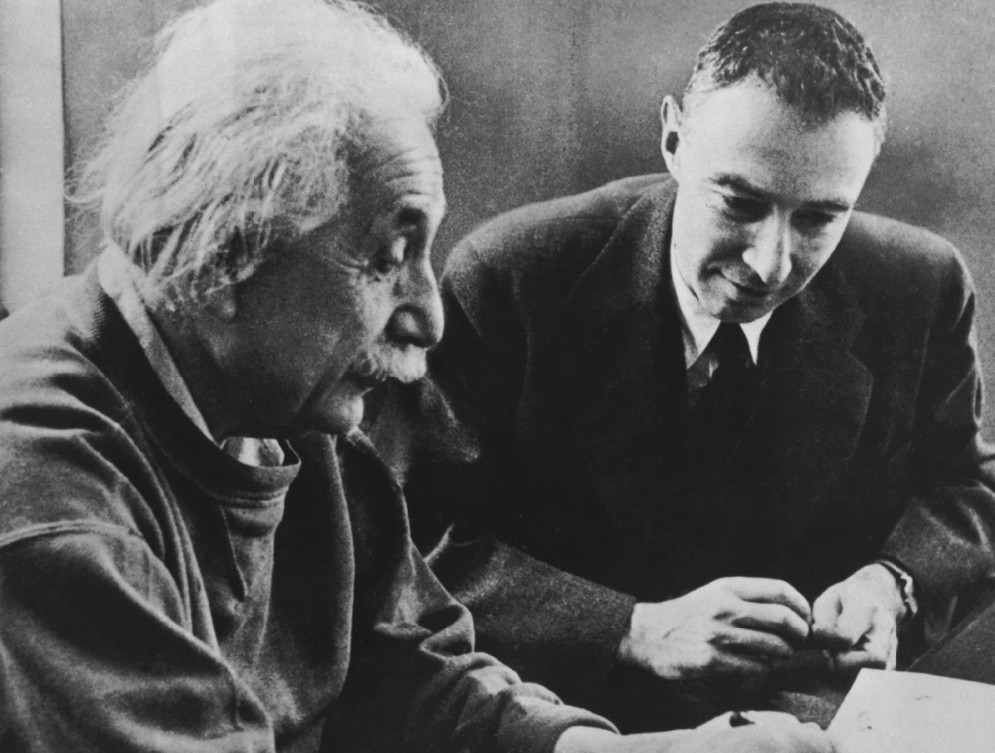
Einstein y Oppenheimer

## Características
En un sentido más amplio, define la extensión de un concepto, describiendo lo que es y no es una instancia de ese concepto. Por ejemplo, en medicina, el fenómeno de la salud puede ser operacionalizado por uno o más indicadores como el índice de masa corporal o el tabaquismo. Como otro ejemplo, en el procesamiento visual, la presencia de un determinado objeto en el entorno podría inferirse midiendo las características específicas de la luz que refleja. En estos ejemplos, los fenómenos son difíciles de observar y medir directamente porque son generales / abstractos (como en el ejemplo de salud) o están latentes (como en el ejemplo del objeto). La operacionalización ayuda a inferir la existencia, y algunos elementos de la extensión, de los fenómenos de interés por medio de algunos efectos observables y medibles que tienen. 
A veces, se encuentran disponibles operacionalizaciones alternativas múltiples o en competencia para el mismo fenómeno. La repetición del análisis con una operacionalización después de la otra puede determinar si los resultados se ven afectados por diferentes operacionalizaciones. Esto se llama comprobación de robustez. Si los resultados no cambian (sustancialmente), se dice que los resultados son sólidos frente a ciertas operacionalizaciones alternativas de las variables verificadas. 
El concepto de operacionalización fue presentado por primera vez por el físico británico N. R. Campbell en su "Física: los elementos" (Cambridge, 1920). Este concepto se extendió a las humanidades y las ciencias sociales. Se mantiene en uso en la física.

## Teoría

### Historia
La operacionalización es la práctica científica de la definición operacional, donde incluso los conceptos más básicos se definen a través de las operaciones mediante las cuales los medimos. La práctica se originó con La lógica de la física moderna (1927), un libro de filosofía de la ciencia, de Percy Williams Bridgman, cuya posición metodológica se llama operacionalismo .
Bridgman escribió que en la teoría de la relatividad un concepto como "duración" se puede dividir en múltiples conceptos diferentes. Al refinar una teoría física, se puede descubrir que lo que se pensaba que era un concepto es en realidad dos o más conceptos distintos. Bridgman propuso que si solo se utilizan conceptos definidos operativamente, esto nunca sucederá. 
La teoría de Bridgman fue criticada porque la "longitud" se mide de varias maneras (por ejemplo, es imposible usar una barra de medición para medir la distancia a la Luna), por lo que la "longitud" no es un concepto sino muchos conceptos que requieren conocimientos de geometría. Cada concepto debe ser definido por la operación de medición utilizada. Otro ejemplo es el radio de una esfera, obteniendo diferentes valores dependiendo de la forma en que se mide (por ejemplo, en metros y en milímetros). Bridgman dijo que el concepto se define en la medida. Entonces, la crítica es que hay conceptos potencialmente infinitos, cada uno definido por los métodos que lo midieron, como el ángulo de visión, el día del año solar, el ángulo angular de la luna, etc., que se reunieron, en diversas observaciones astronómicas tomadas en un período de miles de años. 

### Operacionalización
La "definición operativa" práctica se entiende generalmente como relacionada con las definiciones teóricas que describen la realidad a través del uso de la teoría . 

La importancia de una operacionalización cuidadosa se puede ver más claramente en el desarrollo de la Relatividad General. Einstein descubrió que había dos definiciones operativas de " masa " utilizadas por los científicos: inercial, definida mediante la aplicación de una fuerza y la observación de la aceleración, de la Segunda ley del movimiento de Newton; y gravitacional, definida al poner el objeto en una escala o balanza. Anteriormente, nadie había prestado atención a las diferentes operaciones utilizadas porque siempre producían los mismos resultados, pero la idea clave de Einstein era postular el Principio de equivalencia de que las dos operaciones siempre producirían el mismo resultado porque eran equivalentes a un nivel profundo, y resuelve las implicaciones de ese supuesto, que es la Teoría General de la Relatividad.
De este modo, se logró un avance en la ciencia al ignorar las diferentes definiciones operativas de las mediciones científicas y al darse cuenta de que ambas describían un concepto teórico único. El desacuerdo de Einstein con el enfoque operacionalista fue criticado por Bridgman de la siguiente manera: "Einstein no transfirió a su teoría de la relatividad general las lecciones y los conocimientos que él mismo nos ha enseñado en su teoría especial". (pag.   335).

## En las ciencias sociales
La operacionalización se usa a menudo en las ciencias sociales como parte del método científico y la psicometría. Las preocupaciones particulares sobre la operacionalización surgen en casos que tratan con conceptos complejos y estímulos complejos (por ejemplo, investigación de negocios, ingeniería de software) donde se cree que existen amenazas únicas a la validez de la operacionalización.

### Ejemplo de la ira
Por ejemplo, un investigador puede desear medir el concepto "ira". Su presencia, y la profundidad de la emoción, no puede ser medida directamente por un observador externo porque la ira es intangible. Más bien, los observadores externos utilizan otras medidas, como la expresión facial, la selección de vocabulario, el volumen y el tono de voz; como en la obra de Damasio, Estudios de lesión.
Si un investigador desea medir la profundidad de la "ira" en varias personas, la operación más directa sería hacerles una pregunta, como "¿estás enojado" o "qué tan enojado estás?". Esta operación es problemática, sin embargo, porque depende de la definición del individuo. Algunas personas pueden sufrir una leve molestia y enojarse un poco, al describirse a sí mismas como "extremadamente enojadas", mientras que otras pueden estar sujetas a una provocación severa y enojarse mucho, al describirse a sí mismas como "ligeramente enojadas". Además, en muchas circunstancias no es práctico preguntar a los sujetos si están enojados. 
Dado que una de las medidas de la ira es la sonoridad, el investigador puede poner en práctica el concepto de ira midiendo qué tan fuerte habla el sujeto en comparación con su tono normal. Sin embargo, esto debe suponer que la sonoridad es una medida uniforme. Algunos pueden responder verbalmente, mientras que otros pueden responder físicamente. 

### Objeciones económicas
Uno de los principales críticos del operacionalismo en las ciencias sociales sostiene que "el objetivo original era eliminar los conceptos mentalistas subjetivos que habían dominado la teoría psicológica anterior y reemplazarlos por una explicación más operativamente significativa del comportamiento humano. Pero, como en la economía, los partidarios finalmente terminaron "volviendo el operacionalismo del revés".  "En lugar de reemplazar términos 'metafísicos' como 'deseo' y 'propósito'" "los utilizaron para legitimarlos al darles definiciones operativas". Así, en psicología, como en economía, las ideas operacionales iniciales, bastante radicales, eventualmente llegaron a servir como poco más que un "fetiche tranquilizador"  para la práctica metodológica general ".

## Marcos conceptuales
Artículo principal: Marco conceptual
La discusión anterior vincula la operacionalización con la medición de conceptos.  Muchos académicos han trabajado para poner en práctica conceptos como la satisfacción laboral, los prejuicios, la ira, etc. La construcción de escalas e índices son formas de operacionalización. No hay una manera perfecta de operacionalizar.  Por ejemplo, en los Estados Unidos, el concepto de distancia recorrida se operacionalizaría en millas, mientras que los kilómetros se utilizarían en Europa.
La operacionalización es parte del proceso de investigación empírica.  Tomemos, por ejemplo, una pregunta de investigación empírica: ¿La satisfacción laboral influye en la rotación laboral? Tanto la satisfacción laboral como la rotación laboral deben medirse. Los conceptos y su relación son importantes: la operacionalización se produce dentro de un marco de conceptos más amplio. Cuando hay una gran pregunta de investigación empírica o un propósito, el marco conceptual que organiza la respuesta a la pregunta debe ponerse en funcionamiento antes de que pueda comenzar la recolección de datos. Si un académico construye un cuestionario basado en un marco conceptual, han operacionalizado el marco. La investigación empírica más seria debe involucrar una operacionalización que sea transparente y vinculada a un marco conceptual. 
Para usar un ejemplo simplificado, la hipótesis de que la satisfacción laboral reduce la rotación laboral es una forma de conectar (o encuadrar) dos conceptos: la satisfacción laboral y la rotación laboral. El proceso de pasar de la satisfacción laboral de la idea al conjunto de elementos del cuestionario que forman una escala de satisfacción laboral es la operacionalización. Para la mayoría de nosotros, la operacionalización fuera del tema más amplio de una pregunta de investigación y un marco conceptual no es muy interesante. 
La operacionalización utiliza una lógica diferente cuando se prueba una hipótesis formal (cuantitativa) que cuando se prueba una hipótesis de trabajo (cualitativa).  Para las hipótesis formales, los conceptos se representan empíricamente (u operacionalizados) como variables numéricas y se prueban utilizando estadísticas inferenciales. Las hipótesis de trabajo (particularmente en las ciencias sociales y administrativas), por otro lado, son probadas a través de la recolección de evidencia y la evaluación de la evidencia.
La evidencia generalmente se recopila dentro del contexto de un estudio de caso.  El investigador pregunta: ¿es suficiente la evidencia para "respaldar" la hipótesis de trabajo?  La operacionalización formal especificaría los tipos de evidencia necesarios para respaldar la hipótesis, así como la evidencia que "fallaría" para respaldarla.  Robert Yin recomienda desarrollar un protocolo de estudio de caso como una forma de especificar los tipos de evidencia necesarios durante las fases de recolección de datos.  Identifica seis fuentes de evidencia 1) documentación; 2) registros de archivo; 3) entrevistas ; 4) observaciones directas; 5) observación participante y 6) artefactos físicos o culturales.
En el campo de la administración pública, Shields y Tajalli (2006) identificaron cinco tipos de marcos conceptuales ( hipótesis de trabajo, categorías descriptivas, tipo ideal práctico, investigación de operaciones e hipótesis formal). Explican e ilustran cómo cada uno de estos marcos conceptuales puede ser operacionalizado. También muestran cómo hacer que la conceptualización y la operacionalización sean más concretas demostrando cómo formar tablas de marco conceptual que están vinculadas a la literatura y tablas de operacionalización que establecen los detalles de cómo operacionalizar el marco conceptual (para medir los conceptos).
Hay diversos ejemplos de proyectos de investigación que utilizan marcos conceptuales y tablas de operacionalización.